# Düsseldorf Open 2014
Düsseldorf Open 2014 byl tenisový turnaj pořádaný jako součást mužského okruhu ATP World Tour, který se hrál na otevřených antukových dvorcích v areálu Rochusclub. Konal se mezi 18. až 24. květnem 2014 v německém Düsseldorfu jako 2. ročník turnaje.
Turnaj s rozpočtem 485 760 eur patřil do kategorie ATP World Tour 250. Nejvýše nasazeným hráčem ve dvouhře byl devatenáctý hráč světa Philipp Kohlschreiber z Německa, který potvrdil roli favorita a soutěž vyhrál.

## Mužská dvouhra

### Nasazení
| Stát                            | Hráč                  | ATP | Nasazení |
| ------------------------------- | --------------------- | --- | -------- |
| Německo                         | Philipp Kohlschreiber | 29. | 1.       |
| Španělsko                       | Marcel Granollers     | 31. | 2.       |
| Itálie                          | Andreas Seppi         | 34. | 3.       |
| Portugalsko                     | João Sousa            | 41. | 4.       |
| Tchaj-wan                       | Lu Jan-sun            | 48. | 5.       |
| Finsko                          | Jarkko Nieminen       | 51. | 6.       |
| Chorvatsko                      | Ivo Karlović          | 52. | 7.       |
| Nizozemsko                      | Igor Sijsling         | 53. | 8.       |
| Žebříček ATP k 12. květnu 2014. |                       |     |          |

### Jiné formy účasti
Následující hráči obdrželi divokou kartu do hlavní soutěže:
- Dustin Brown
- Tobias Kamke
- Nikola Milojević

ThNásledující hráči postoupili z kvalifikace:
- Mirza Bašić
- Mate Delić
- Alessandro Giannessi
- Jason Kubler

### Odstoupení
před zahájením turnaje
- Alejandro Falla
- Bradley Klahn

## Mužská čtyřhra

### Nasazení
| Stát                                                                       | Hráč              | Stát               | Hráč           | ATP1) | Nasazení |
| -------------------------------------------------------------------------- | ----------------- | ------------------ | -------------- | ----- | -------- |
| Filipíny                                                                   | Treat Huey        | Spojené království | Dominic Inglot | 42.   | 1.       |
| Spojené království                                                         | Jamie Murray      | Austrálie          | John Peers     | 67.   | 2.       |
| Mexiko                                                                     | Santiago González | Spojené státy      | Scott Lipsky   | 75.   | 3.       |
| Polsko                                                                     | Tomasz Bednarek   | Česko              | Lukáš Dlouhý   | 99.   | 4.       |
| Žebříček ATP k 12. květnu 2014; číslo je součtem umístění obou členů páru. |                   |                    |                |       |          |

### Jiné formy účasti
Následující páry obdržely divokou kartu do hlavní soutěže:
- Facundo Argüello /  Manuel Peña López
- Dušan Lajović /  Lu Jan-sun

## Přehled finále

### Mužská dvouhra
- Philipp Kohlschreiber vs.  Ivo Karlović, 6–2, 7–6(7–4)

### Mužská čtyřhra
- Santiago González /  Scott Lipsky vs.  Martin Emmrich /  Christopher Kas, 7–5, 4–6, [10–3]